# Johan Moritz af Nassau-Siegen
Johan Moritz, fyrste af Nassau-Siegen (født 1604 i Dillenburg, død 1679 på jagtslottet Berg en Dal nær Kleve) var en nederlandsk kriger og kolonial administrator og blev også kaldet "Brasilianeren" eller "Amerikaneren". Han var søn af Johan 7. af Nassau-Siegen (1561-1623), der var øverstbefalende for den svenske hær under krigen i Livland 1601-02.
Som det Nederlandske Vestindiske Kompagnis generalguvernør 1633-1644 udvidede han de nederlandske besiddelser i Brasilien til det tredobbelte, og havde siden høje embeder i Nederlandene. I 1647 trådte han i brandenburgsk tjeneste og blev statholder i Kleve, Mark og Ravensberg. I 1652 blev han tysk rigsfyrste. Han deltog 70 år gammel på nederlandsk side i Den Nederlandske Hævnkrig.